# Summersdale
Summersdale (dt.: „Sommerstal“) ist ein nördlicher Vorort der Landeshauptstadt Castries im Quarter (Distrikt) Castries im Westen des Inselstaates St. Lucia in der Karibik. 

## Geographie
Der Ort liegt westlich des Castries-Gros Islet Highways und oberhalb von Choc und Vide Bouteille über der Bucht Choc Bay. Er ist flächenmäßig eine der kleinen Verwaltungseinheiten von Castries. Im Umkreis schließen sich folgende Verwaltungseinheiten an: Sunny Acres (N), Bissee (S), Vide Bouteille und Choc (W).

## Klima
Nach dem Köppen-Geiger-System zeichnet sich Summersdale durch ein tropisches Klima mit der Kurzbezeichnung Af aus.